# Seznam medailistů na mistrovství Evropy ve volném stylu – ženy do 55 kg
Seznam medailistek na mistrovství Evropy v zápasu žen ve váhové kategorii do 55 kg. 

## Seznam medailistek na ME v zápasu žen ve váze do 55 kg
|         | Limit  | Zlato                          | Stříbro                        | Bronz                           | Bronz                           |
| ------- | ------ | ------------------------------ | ------------------------------ | ------------------------------- | ------------------------------- |
| ME 1993 | −57 kg | Natalija Vinogradovová (RUS)   | Oksana Lapšinová (UKR)         | —                               | —                               |
| ME 1996 | −57 kg | Sara Erikssonová (SWE)         | Lene Aanesová (NOR)            | Natalija Ivanovová (RUS)        | Natalija Ivanovová (RUS)        |
| ME 1997 | −56 kg | Anna Gomisová (FRA)            | Lene Aanesová (NOR)            | Sara Erikssonová (SWE)          | Sara Erikssonová (SWE)          |
| ME 1998 | −56 kg | Anna Gomisová (FRA)            | Sara Erikssonová (SWE)         | Diletta Giampiccolová (ITA)     | Diletta Giampiccolová (ITA)     |
| ME 1999 | −56 kg | Anna Gomisová (FRA)            | Sara Erikssonová (SWE)         | Tetjana Lazarevová (UKR)        | Tetjana Lazarevová (UKR)        |
| ME 2000 | −56 kg | Sara Erikssonová (SWE)         | Natalija Ivašková (RUS)        | Anna Gomisová (FRA)             | Anna Gomisová (FRA)             |
| ME 2001 | −56 kg | Tetjana Lazarevová (UKR)       | Ida-Theres Nerellová (SWE)     | Konstantina Dzivanakisová (GRE) | Konstantina Dzivanakisová (GRE) |
| ME 2002 | −55 kg | Tetjana Lazarevová (UKR)       | Ida-Theres Nerellová (SWE)     | Gudrun Høieová (NOR)            | Gudrun Høieová (NOR)            |
| ME 2003 | −55 kg | Natalija Golcová (RUS)         | Sofia Pumburidisová (GRE)      | Sylwia Bileńská (POL)           | Sylwia Bileńská (POL)           |
| ME 2004 | −55 kg | Ida-Theres Nerellová (SWE)     | Tetjana Lazarevová (UKR)       | Natalija Karamčakovová (RUS)    | Natalija Karamčakovová (RUS)    |
| ME 2005 | −55 kg | Natalija Golcová (RUS)         | Anna Gomisová (FRA)            | Sylwia Bileńská (POL)           | Marija Jegorovová (BLR)         |
| ME 2006 | −55 kg | Natalija Golcová (RUS)         | Ludmila Cristeaová (MDA)       | Anna Gomisová (FRA)             | Johanna Mattssonová (SWE)       |
| ME 2007 | −55 kg | Natalija Golcová (RUS)         | Natalija Synyšynová (UKR)      | Anna Gomisová (FRA)             | Sofia Pumburidisová (GRE)       |
| ME 2008 | −55 kg | Natalija Golcová (RUS)         | Ludmila Cristeaová (MDA)       | Sofia Pumburidisová (GRE)       | Tetjana Lazarevová (UKR)        |
| ME 2009 | −55 kg | Natalija Synyšynová (UKR)      | Aljona Filipovová (BLR)        | Natalja Smirnovová (RUS)        | Ana-Maria Pavălová (ROU)        |
| ME 2010 | −55 kg | Anastasija Grigorijevová (LAT) | Natalija Golcová (RUS)         | Agata Pietrzyková (POL)         | Ana-Maria Pavălová (ROU)        |
| ME 2011 | −55 kg | Ida-Theres Nerellová (SWE)     | Ludmila Cristeaová (MDA)       | Marija Gurovová (RUS)           | Katarzyna Krawczyková (POL)     |
| ME 2012 | −55 kg | Natalija Synyšynová (UKR)      | Sofia Mattssonová (SWE)        | Marija Gurovová (RUS)           | Ana-Maria Pavălová (ROU)        |
| ME 2013 | −55 kg | Sofia Mattssonová (SWE)        | Maria Prevolarakisová (GRE)    | Iryna Husjaková (UKR)           | Emese Barkaová (HUN)            |
| ME 2014 | −55 kg | Sofia Mattssonová (SWE)        | Anna Zwirydowská (POL)         | Irina Ologonovová (RUS)         | Mimi Christovová (BUL)          |
| ME 2015 | −55 kg | Sofia Mattssonová (SWE)        | Katarzyna Krawczyková (POL)    | Evelina Nikolovová (BUL)        | Natalija Synyšinová (AZE)       |
| ME 2016 | −55 kg | Irina Ologonovová (RUS)        | Tetjana Kitová (UKR)           | Roksana Zasinová (POL)          | Ramona Galambosová (HUN)        |
| ME 2017 | −55 kg | Biljana Dudovová (BUL)         | Jekatěrina Januškevičová (BLR) | Mathilde Rivièreová (FRA)       | Aljona Kolesnyková (AZE)        |
| ME 2018 | −55 kg | Irina Kuročkinová (BLR)        | Roksana Zasinová (POL)         | Marija Gurovová (RUS)           | Bediha Günová (TUR)             |
| ME 2019 | −55 kg | Iryna Husjaková (UKR)          | Evelina Nikolovová (BUL)       | Andreea Anaová (ROU)            | Bediha Günová (TUR)             |
| ME 2020 | 55 kg  | Olga Chorošavcevová (RUS)      | Solomija Vynnyková (UKR)       | Bediha Günová (TUR)             | Sofia Mattssonová (SWE)         |
| ME 2021 | 55 kg  | Stalvira Oršušová (RUS)        | Roksana Zasinová (POL)         | Krystyna Demková (UKR)          | Andreea Anaová (ROU)            |